# Верин-Шоржа
Верин-Шоржа (арм. Վերին Շորժա) — горное село в Армении, район Варденис в Гегаркуникской области.

## География
Село расположено в 18 км от Вардениса, в 23 км от озера Севан, в 183 км от Еревана, в 15 км от Сотка, в 8 км от Шатджрека.

## История
В составе Российской империи село Верин-Шоржа поначалу входило в состав Гёгчайского округа Эриванской провинции Армянской области.
Карабахский военный конфликт, начавшийся в 1988 году, снова привёл к этническим противостояниям в регионе. Азербайджанское население вынуждено было оставить населённые пункты вокруг города Вардениса.

## Население
По данным «Сборника сведений о Кавказе» за 1880 год, в селе Шорджа Новобаязетского уезда по сведениям 1873 года было 13 дворов и проживало 123 азербайджанца (указаны как «татары»), которые были шиитами.
По данным Кавказского календаря на 1912 год, в селе Шорджа Новобаязетского уезда проживало 257 человек, в основном азербайджанцев, указанных как «татары».
Численность населения — 1350 человек на 1 декабря 1988, 23 человека на 1 января 2012.

## Экономика
В советское время в селе было развито сельское хозяйство, в основном животноводство и выращивание табака. В XXI веке экономическая деятельность населения ограничивается ведением натурального хозяйства.

## Достопримечательности
Селение со всех сторон окружено живописной природой как по всему бассейну озера Севан, в народе называемой Долиной цветов. Кроме того, неподалеку от Верин-Шоржа находятся летние пастбища для животноводства.